# Marco Branca
Marco Branca (* 6. Januar 1965 in Grosseto) ist ein ehemaliger italienischer Fußballspieler und Sportfunktionär.

## Karriere als Spieler

### Vereinskarriere
Marco Branca begann seine Spielerkarriere bei der US Grosseto in der vierten italienischen Spielklasse, kam dort allerdings zu keinem Ligaeinsatz. Anschließend wechselte er zu Cagliari Calcio, einem Verein, der damals in der Serie A spielte. Dort blieb er vier Spielzeiten, wurde aber erst in seinem dritten Jahr in der Serie B eingesetzt. Die nächsten Jahre verbrachte Branca bei verschiedenen italienischen Vereinen, die hauptsächlich in der höchsten italienischen Spielklasse spielten.
Gegen Ende seiner Karriere wechselte Branca nach England zum FC Middlesbrough, wo er sowohl in der First Division als auch in der Premier League eingesetzt wurde. Nachdem er außerdem noch für den FC Luzern in der Schweizer Nationalliga aufgelaufen war, ließ er seine Karriere beim Calcio Monza in der Serie B ausklingen.
Die für Branca erfolgreichste Spielzeit war die Saison 1995/96, als er für den AS Rom und Inter Mailand insgesamt 19 Ligatore erzielen konnte. In der Spielzeit 1994/95 wurde er außerdem gemeinsam mit Fabrizio Ravanelli Torschützenkönig des italienischen Pokals (sechs Treffer).

### Nationalmannschaft
Branca nahm mit der italienischen Auswahl an den Olympischen Sommerspielen 1996 in Atlanta teil. Dort erzielte er zwar alle vier Tore seiner Mannschaft, konnte aber nicht verhindern, dass die italienische Auswahl bereits in der Gruppenphase scheiterte.

### Titel
- UEFA Cup: 1994/95, 1997/98
- Italienische Meisterschaft: 1990/91
- Italienischer Pokal: 1987/88

## Karriere als Funktionär
Nach seiner Karriere als Fußballspieler wurde Branca 2002 Funktionär bei Inter Mailand, wo er seit 2003 als technischer Direktor u. a. für die Spielertransfers verantwortlich war. Unter Branca verpflichtete Inter Spieler wie Dejan Stanković, Esteban Cambiasso, Júlio César, Samuel, Maicon, Zlatan Ibrahimović, Wesley Sneijder, Diego Milito und Samuel Eto’o. Aber auch millionenschwere Flops wie Mancini oder Ricardo Quaresma wurden unter Branca angeheuert.
Am 8. Februar 2014 wurde das Arbeitsverhältnis zwischen Branca und Inter Mailand offiziell beendet. Klubpräsident Erick Thohir, der den Verein einige Monate zuvor übernommen hatte, zog damit Konsequenzen aus den enttäuschenden Ergebnissen der Mailänder in der Spielzeit 2013/14.